# Aleksandr Basow
Aleksandr Wasiljewicz Basow (ros. Александр Васильевич Басов, ur. 8 marca 1912 (lub 20 marca 1914), zm. 15 sierpnia 1988 w Moskwie) – radziecki polityk, działacz partyjny, dyplomata.

## Życiorys
Od 1930 był zootechnikiem, 1938 ukończył Wołogodzki Instytut Rolniczy, był kandydatem nauk rolniczych, później docentem, 1942-1954 kolejno pracownik naukowy instytutu mikrobiologii, starszy zootechnik, dyrektor sowchozu, pracownik naukowy stanicy ds. hodowli, kierownik katedry, dziekan i dyrektor instytutu zootechnicznego. Od 1945 członek WKP(b), od 1954 do kwietnia 1955 sekretarz Komitetu Obwodowego KPZR w Rostowie nad Donem, od kwietnia 1954 do lipca 1960 przewodniczący Komitetu Wykonawczego Rostowskiej Rady Obwodowej, od 15 czerwca 1960 do 15 sierpnia 1962 I sekretarz Rostowskiego Komitetu Obwodowego KPZR. Od 31 października 1961 do 24 lutego 1976 członek KC KPZR, 1962-1965 doradca przy Władzach Republiki Kuby ds. zagadnień hodowli, od 2 marca do 19 listopada 1965 minister gospodarki rolnej RFSRR, od 15 grudnia 1965 do 16 marca 1971 ambasador nadzwyczajny i pełnomocny ZSRR w Rumunii. Od 28 marca 1971 do 22 września 1973 ambasador nadzwyczajny i pełnomocny ZSRR w Chile, od 14 stycznia 1975 do 20 października 1979 ambasador nadzwyczajny i pełnomocny ZSRR w Australii, od 12 maja 1975 do 14 czerwca 1980 ambasador nadzwyczajny i pełnomocny ZSRR w Fidżi. Deputowany do Rady Najwyższej ZSRR 5 i 6 kadencji. Pochowany na Cmentarzu Kuncewskim w Moskwie.